# Donauweibchen
Donauweibchen (Dama del Danubio) op. 427, è un valzer di Johann Strauss (figlio).
Il 17 dicembre 1887, al Theater an der Wien di Vienna, vi fu la prima assoluta dell'operetta di Johann Strauss Simplicius.
Basata su Der abenteuuerliche Simplicissimus, una famosa novella di Grimmelhausen ambientata durante la Guerra dei Trent'anni, l'operetta-seria di Strauss, nonostante la bellezza delle melodie,
non ebbe grande successo.
La sera della prima fu rovinata, soprattutto, quando una piccola parte della scenografia prese fuoco; la fuga completa del pubblico fu evitata grazie all'idea che Strauß ebbe di far ripetere l'aria dell'eremita: Ich denke gern zuruck, la cui bellezza riportò la calma tra il pubblico.
Non a caso il valzer Donauweibchen di Strauss, basato sulle melodie dell'operetta, richiama le note di quest'aria per l'apertura del valzer.
Il titolo deriva dal ritornello del quartetto dell'atto 3° e si riferisce alla leggendaria fanciulla che, secondo la tradizione, porterebbe fortuna ai pescatori del Danubio.
Il valzer di Strauss fu eseguito per la prima volta l'8 gennaio 1888 da Eduard Strauss durante un concerto al Musikverein.